# Beroniscus marcelli
Beroniscus marcelli är en kräftdjursart som beskrevs av Albert Vandel 1969. Beroniscus marcelli ingår i släktet Beroniscus och familjen Trichoniscidae. Inga underarter finns listade i Catalogue of Life.